# Исаевский (Ростовская область)
Исаевский — хутор в Усть-Донецком районе Ростовской области.
Входит в состав Мелиховского сельского поселения Ростовской области.

## География

### Улицы
| - пер. Речная, - пер. Белый, - пер. Веселый, - пер. Межевой, | - пер. Северный, - пер. Солнечный, - пер. Тенистый, - пер. Тупиковый, | - пер. Южный, - ул. Атаманская, - ул. Центральная. |

## Население
| 2010 |
| ---- |
| 311  |